# Port lotniczy Palangkaraya-Tjilik Riwut
Port lotniczy Palangkaraya-Tjilik Riwut (IATA: PKY, ICAO: WAOP) – port lotniczy położony w Palangkaraya, w prowincji Borneo Środkowe, w Indonezji. Port ten nosi imię Tjilika Riwuta, drugiego gubernatora Borneo Środkowego.